# Seznam medailistů na mistrovství Evropy v krasobruslení – taneční páry
Seznam medailistů na mistrovství Evropy v krasobruslení uvádí chronologický přehled osob od roku 1954, které získaly zlatou, stříbrnou či bronzovou medaili na mistrovství Evropy v krasobruslení.

## Taneční dvojice
| Rok     | Místo                   | Zlato                                    | Stříbro                                  | Bronz                                   |
| ------- | ----------------------- | ---------------------------------------- | ---------------------------------------- | --------------------------------------- |
| ME 1954 | Bolzano                 | Jean Westwood Laurence Demmy             | Nesta Davies Paul Thomas                 | Barbara Radford Raymond Lockwood        |
| ME 1955 | Budapešť                | Jean Westwood Laurence Demmy             | Pamela Wright Paul Thomas                | Barbara Radford Raymond Lockwood        |
| ME 1956 | Paříž                   | Pamela Wright Paul Thomas                | June Markham Courtney Jones              | Barbara Thompson Gerard Rigby           |
| ME 1957 | Vídeň                   | June Markham Courtney Jones              | Barbara Thompson Gerard Rigby            | Catherine Morris Michael Robinson       |
| ME 1958 | Bratislava              | June Markham Courtney Jones              | Catherine Morris Michael Robinson        | Barbara Thompson Gerard Rigby           |
| ME 1959 | Davos                   | Doreen Denny Courtney Jones              | Catherine Morris Michael Robinson        | Christiane Guhel Jean Paul Guhel        |
| ME 1960 | Garmisch-Partenkirchen  | Doreen Denny Courtney Jones              | Christiane Guhel Jean Paul Guhel         | Mary Parry Roy Mason                    |
| ME 1961 | Berlín                  | Doreen Denny Courtney Jones              | Christiane Guhel Jean Paul Guhel         | Linda Shearman Michael Phillips         |
| ME 1962 | Ženeva                  | Christiane Guhel Jean Paul Guhel         | Linda Shearman Michael Phillips          | Eva Romanová Pavel Roman                |
| ME 1963 | Budapešť                | Linda Shearman Michael Phillips          | Eva Romanová Pavel Roman                 | Janet Sawbridge David Hickinbottom      |
| ME 1964 | Grenoble                | Eva Romanová Pavel Roman                 | Janet Sawbridge David Hickinbottom       | Yvonne Suddick Roger Kennerson          |
| ME 1965 | Moskva                  | Eva Romanová Pavel Roman                 | Janet Sawbridge David Hickinbottom       | Yvonne Suddick Roger Kennerson          |
| ME 1966 | Bratislava              | Diane Towler Bernard Ford                | Yvonne Suddick Roger Kennerson           | Jitka Babická Jaromír Holan             |
| ME 1967 | Lublaň                  | Diane Towler Bernard Ford                | Yvonne Suddick Malcolm Cannon            | Brigitte Martin Francis Gamichon        |
| ME 1968 | Vasteras                | Diane Towler Bernard Ford                | Yvonne Suddick Malcolm Cannon            | Janet Sawbridge Jon Lane                |
| ME 1969 | Garmisch-Partenkirchen  | Diane Towler Bernard Ford                | Janet Sawbridge Jon Lane                 | Ljudmila Pachomovová Alexandr Gorškov   |
| ME 1970 | Leningrad               | Ljudmila Pachomovová Alexandr Gorškov    | Angelika Buck Erich Buck                 | Taťjana Vojťuk Vjačeslav Žigalin        |
| ME 1971 | Curych                  | Ljudmila Pachomovová Alexandr Gorškov    | Angelika Buck Erich Buck                 | Susan Getty Roy Bradshaw                |
| ME 1972 | Göteborg                | Angelika Buck Erich Buck                 | Ljudmila Pachomovová Alexandr Gorškov    | Janet Sawbridge Peter Dalby             |
| ME 1973 | Kolín nad Rýnem         | Ljudmila Pachomovová Alexandr Gorškov    | Angelika Buck Erich Buck                 | Hilary Green Glyn Watts                 |
| ME 1974 | Záhřeb                  | Ljudmila Pachomovová Alexandr Gorškov    | Hilary Green Glyn Watts                  | Natalija Liničuková Gennadij Karponosov |
| ME 1975 | Kodaň                   | Ljudmila Pachomovová Alexandr Gorškov    | Hilary Green Glyn Watts                  | Natalija Liničuková Gennadij Karponosov |
| ME 1976 | Ženeva                  | Ljudmila Pachomovová Alexandr Gorškov    | Irina Mojsejevová Andrej Miněnkov        | Natalia Liničuková Gennadijj Karponosov |
| ME 1977 | Helsinky                | Irina Mojsejevová Andrej Miněnkov        | Krisztina Regőczy Andras Sallay          | Natalia Liničuková Gennadijj Karponosov |
| ME 1978 | Štrasburk               | Irina Mojsejevová Andrej Miněnkov        | Natalija Liničuková Gennadij Karponosov  | Krisztina Regőczy Andras Sallay         |
| ME 1979 | Záhřeb                  | Natalija Liničuková Gennadij Karponosov  | Irina Mojsejevová Andrej Miněnkov        | Krisztina Regőczy Andras Sallay         |
| ME 1980 | Göteborg                | Natalija Liničuková Gennadij Karponosov  | Krisztina Regőczy Andras Sally           | Irina Mojsejevová Andrej Miněnkov       |
| ME 1981 | Innsbruck               | Jayne Torvillová Christopher Dean        | Irina Mojsejevová Andrej Miněnkov        | Natalija Liničuková Gennadij Karponosov |
| ME 1982 | Lyon                    | Jayne Torvillová Christopher Dean        | Natalija Bestěmjanovová Andrej Bukin     | Irina Mojsejevová Andrej Miněnkov       |
| ME 1983 | Dortmund                | Natalija Bestěmjanovová Andrej Bukin     | Olga Volozhinskaia Alexandr Svinin       | Karen Barber Nicholas Slater            |
| ME 1984 | Budapešť                | Jayne Torvillová Christopher Dean        | Natalija Bestěmjanovová Andrej Bukin     | Marina Klimova Sergej Ponomarenko       |
| ME 1985 | Göteborg                | Natalija Bestěmjanovová Andrej Bukin     | Marina Klimova Sergej Ponomarenko        | Petra Born Rainer Schönborn             |
| ME 1986 | Kodaň                   | Natalija Bestěmjanovová Andrej Bukin     | Marina Klimova Sergej Ponomarenko        | Natalia Annenko Genrikh Sretenski       |
| ME 1987 | Sarajevo                | Natalija Bestěmjanovová Andrej Bukin     | Marina Klimova Sergej Ponomarenko        | Natalija Anněnko Genrich Sretěnskij     |
| ME 1988 | Praha                   | Natalija Bestěmjanovová Andrej Bukin     | Natalija Anněnková Genrich Sretěnskij    | Isabelle Duchesnay Paul Duchesnay       |
| ME 1989 | Birmingham              | Marina Klimova Sergej Ponomarenko        | Maja Usovová Alexandr Žulin              | Natalia Annenko Genrikh Sretenski       |
| ME 1990 | Leningrad               | Marina Klimova Sergej Ponomarenko        | Maja Usovová Alexandr Žulin              | Isabelle Duchesnay Paul Duchesnay       |
| ME 1991 | Sofie                   | Marina Klimova Sergej Ponomarenko        | Isabelle Duchesnay Paul Duchesnay        | Maja Usovová Alexandr Žulin             |
| ME 1992 | Lausanne                | Marina Klimova Sergej Ponomarenko        | Maja Usovová Alexandr Žulin              | Oksana Griščuk Jevgenij Platov          |
| ME 1993 | Helsinky                | Maja Usovová Alexandr Žulin              | Oksana Griščuk Jevgenij Platov           | Susanna Rahkamo Petri Kokko             |
| ME 1994 | Kodaň                   | Jayne Torvillová Christopher Dean        | Oksana Griščuk Jevgenij Platov           | Maja Usovová Alexandr Žulin             |
| ME 1995 | Dortmund                | Susanna Rahkamo Petri Kokko              | Sophie Moniotte Pascal Lavanchy          | Anželika Krylova Oleg Ovsjannikov       |
| ME 1996 | Sofie                   | Oksana Griščuk Jevgenij Platov           | Anželika Krylova Oleg Ovsjannikov        | Irina Romanova Igor Yaroshenko          |
| ME 1997 | Paříž                   | Oksana Griščuk Jevgenij Platov           | Anželika Krylova Oleg Ovsjannikov        | Sophie Moniotte Pascal Lavanchy         |
| ME 1998 | Milán                   | Oksana Griščuk Jevgenij Platov           | Anželika Krylova Oleg Ovsjannikov        | Marina Anissinová Gwendal Peizerat      |
| ME 1999 | Praha                   | Anželika Krylova Oleg Ovsjannikov        | Marina Anissinová Gwendal Peizerat       | Irina Lobačova Ilja Averbuch            |
| ME 2000 | Vídeň                   | Marina Anissinová Gwendal Peizerat       | Barbara Fusar-Poli Maurizio Margaglio    | Margarita Drobiazko Povilas Vanagas     |
| ME 2001 | Bratislava              | Barbara Fusar-Poli Maurizio Margaglio    | Marina Anissinová Gwendal Peizerat       | Irina Lobacheva Ilja Averbuch           |
| ME 2002 | Lausanne                | Marina Anissinová Gwendal Peizerat       | Barbara Fusar-Poli Maurizio Margaglio    | Irina Lobacheva Ilja Averbuch           |
| ME 2003 | Malmö                   | Irina Lobacheva Ilja Averbuch            | Albena Denkova Maxim Staviski            | Taťjana Navková Roman Kostomarov        |
| ME 2004 | Budapešť                | Taťjana Navková Roman Kostomarov         | Albena Denkova Maxim Staviski            | Jelena Grušina Ruslan Gončarov          |
| ME 2005 | Turín                   | Taťjana Navková Roman Kostomarov         | Jelena Grušina Ruslan Gončarov           | Isabelle Delobel Olivier Schoenfelder   |
| ME 2006 | Lyon                    | Taťjana Navková Roman Kostomarov         | Jelena Grušina Ruslan Gončarov           | Margarita Drobiazko Povilas Vanagas     |
| ME 2007 | Varšava                 | Isabelle Delobel Olivier Schoenfelder    | Oksana Domnina Maxim Šabalin             | Albena Denkova Maxim Staviski           |
| ME 2008 | Záhřeb                  | Oksana Domnina Maxim Šabalin             | Isabelle Delobel Olivier Schoenfelder    | Jana Chochlovová Sergej Novickij        |
| ME 2009 | Helsinky                | Jana Chochlovová Sergej Novickij         | Federica Faiella Massimo Scali           | Sinead Kerr John Kerr                   |
| ME 2010 | Tallinn                 | Oksana Domnina Maxim Šabalin             | Federica Faiella Massimo Scali           | Jana Chochlovová Sergej Novickij        |
| ME 2011 | Bern                    | Nathalie Péchalat Fabian Bourzat         | Jekatěrina Bobrovová Dmitrij Solovjov    | Sinead Kerr John Kerr                   |
| ME 2012 | Sheffield               | Nathalie Péchalatová Fabian Bourzat      | Jekatěrina Bobrovová Dmitrij Solovjov    | Jelena Ilinychová Nikita Kacalapov      |
| ME 2013 | Záhřeb                  | Jekatěrina Bobrovová Dmitrij Solovjov    | Jelena Ilinychová Nikita Kacalapov       | Anna Cappelliniová Luca Lanotte         |
| ME 2014 | Budapešť                | Anna Cappelliniová Luca Lanotte          | Jelena Ilinychová Nikita Kacalapov       | Penny Coomesová Nicholas Buckland       |
| ME 2015 | Stockholm               | Gabriella Papadakisová Guillaume Cizeron | Anna Cappellini Luca Lanotte             | Alexandra Stepanova Ivan Bukin          |
| ME 2016 | Bratislava              | Gabriella Papadakisová Guillaume Cizeron | Anna Cappellini Luca Lanotte             | Jekatěrina Bobrovová Dmitrij Solovjov   |
| ME 2017 | Ostrava                 | Gabriella Papadakisová Guillaume Cizeron | Anna Cappellini Luca Lanotte             | Alexandra Stepanova Ivan Bukin          |
| ME 2018 | Moskva                  | Gabriella Papadakisová Guillaume Cizeron | Jekatěrina Bobrovová Dmitrij Solovjov    | Jekatěrina Bobrovová Dmitrij Solovjov   |
| ME 2019 | Minsk                   | Gabriella Papadakisová Guillaume Cizeron | Aleksandra Stepanova Ivan Boekin         | Charlène Guignard Marco Fabbri          |
| ME 2020 | Štýrský Hradec          | Viktoria Sinitsina Nikita Kacalapov      | Gabriella Papadakisová Guillaume Cizeron | Alexandra Štěpánová Ivan Bukin          |
| ME 2021 | Nekonáno kvůli pandemii | Nekonáno kvůli pandemii                  | Nekonáno kvůli pandemii                  | Nekonáno kvůli pandemii                 |
| ME 2022 | Tallinn                 | Victoria Sinitsina Nikita Katsalapov     | Alexandra Štěpánová Ivan Bukin           | Charlène Guignardová Marco Fabbri       |
| ME 2023 | Espoo                   | Charlène Guignardová Marco Fabbri        | Lilah Strachová Lewis Gibson             | Juulia Turkkilaová Matthias Versluis    |
| ME 2024 | Kaunas                  | Charlène Guignardová Marco Fabbri        | Lilah Strachová Lewis Gibson             | Allison Reedová Saulius Ambrulevičius   |
| ME 2025 | Tallinn                 | Charlène Guignardová Marco Fabbri        | Evgeniia Lopareva Geoffrey Brissaud      | Lilah Strachová Lewis Gibson            |